# Hazardous Mutation
Hazardous Mutation è il secondo album discografico in studio del gruppo musicale thrash metal Municipal Waste, pubblicato nel 2005.

## Tracce
1. Intro/Deathripper – 2:19
2. Unleash the Bastards – 1:57
3. The Thing – 1:53
4. Blood Drive – 1:13
5. Accelerated Vision – 1:26
6. Guilty of Being Tight – 1:53
7. Set to Destruct – 2:01
8. Hazardous Mutation – 1:20
9. Nailed Casket – 1:36
10. Abusement Park – 1:00
11. Black Ice – 0:24
12. Mind Eraser – 2:17
13. Terror Shark – 1:43
14. The Thrashin' of the Christ – 2:30
15. Bangover – 2:38

## Formazione
- Tony Foresta - voce
- Ryan Waste - chitarra, voce
- Land Phil - basso, voce
- Dave Witte - batteria